# Remona Fransen
Remona Fransen (Países Bajos, 11 de noviembre de 1985) es una atleta neerlandesa especializada en la prueba de pentatlón, en la que consiguió ser medallista de bronce europea en pista cubierta en 2011.

## Carrera deportiva
En el Campeonato Europeo de Atletismo en Pista Cubierta de 2011 ganó la medalla de bronce en la competición de pentatlón, logrando un total de 4665 puntos que fue su mejor marca personal, tras la francesa Antoinette Nana Djimou Ida y la lituana Austra Skujyte.